# En spökhistoria
En spökhistoria (engelska: Scrooge) är en brittisk musikalfilm från 1970 i regi av Ronald Neame. Filmen är baserad på Charles Dickens En julsaga. I huvudrollen som Ebenezer Scrooge ses Albert Finney.

## Rollista i urval
- Albert Finney - Ebenezer Scrooge
- Alec Guinness - Jacob Marleys ande
- Edith Evans - Gångna Julars Ande
- Kenneth More - Nuvarande Julens Ande
- Paddy Stone - Kommande Julens Ande
- David Collings - Bob Cratchit
- Frances Cuka - Mrs. Cratchit
- Richard Beaumont - Tiny Tim
- Michael Medwin - Harry, Scrooges systerson
- Mary Peach - Harrys hustru
- Gordon Jackson - Tom, Harrys vän
- Anton Rodgers - Tom Jenkins
- Laurence Naismith - Mr. Fezziwig
- Kay Walsh - Mrs. Fezziwig
- Suzanne Neve - Isabel
- Derek Francis - välgörenhetsarbetare
- Roy Kinnear - välgörenhetsarbetare
- Geoffrey Bayldon - Pringle, ägaren till leksaksbutiken
- Molly Weir - skuldsatt kvinna
- Helena Gloag - skuldsatt kvinna
- Reg Lever - Miller, dockspelaren
- Karen Scargill - Kathy Cratchit

## Musik i filmen i urval
- "A Christmas Carol" – kör
- "Christmas Children" – David Collings & Cratchits barn
- "I Hate People" – Albert Finney
- "Father Christmas" – gatungar
- "See the Phantoms" – Alec Guinness
- "December the 25th" – Laurence Naismith, Kay Walsh & ensemble
- "Happiness" – Suzanne Neve
- "You....You" – Albert Finney
- "I Like Life" – Kenneth More & Albert Finney
- "The Beautiful Day" – Richard Beaumont
- "Thank You Very Much" – Anton Rodgers & ensemble
- "I'll Begin Again" – Albert Finney
- "Finale: Father Christmas" (Reprise) / "Thank You Very Much" (Reprise) – ensemble